# Collège
Pour les articles homonymes, voir Collège (homonymie).

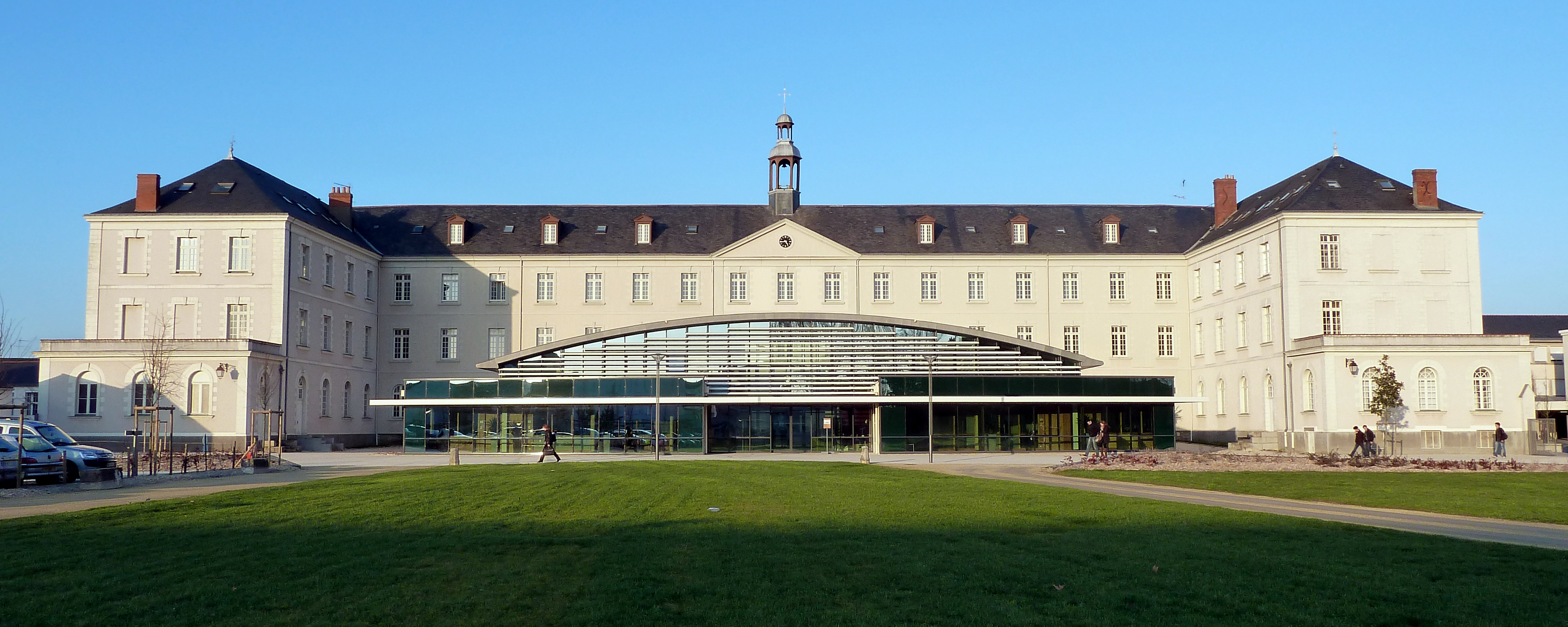
Collège Mongazon, à Angers (France).

Un collège est un établissement d'enseignement dont la définition exacte varie selon le pays et l'époque.
Au Moyen Âge, les collèges ont d'abord été des établissements consacrés à l'assistance et à l'hébergement des étudiants pauvres. Ils ont par la suite évolué vers une activité d'enseignement et, aujourd'hui, de nombreux établissements d'enseignement s'appellent des collèges.
Sans précision particulière, le mot désigne généralement un établissement d'enseignement. Cette école (à l'origine collège de professeurs) est placée sous la responsabilité d'un chef d'établissement qui a gardé le titre originel de « principal » (à l'origine « professeur principal »). Cet établissement peut être aussi bien laïc que confessionnel, d'État ou privé. L'étymologie du mot explique le fait qu'en France on désigne par des titres différents les responsables des collèges et ceux des lycées : le(la) principal(e) dirige un collège tandis que le proviseur (mot qui signifie « superviseur, supérieur ») dirige un lycée. Le lycée est la suite généralement empruntée par un étudiant.

## Étymologie
À partir du XIIe siècle, dans l'ensemble de l'Europe, les collèges sont des établissements complémentaires par rapport aux universités. Ils ont souvent été fondés par des legs pieux. Ils ont pour mission d'héberger des étudiants des universités médiévales, mais aussi d'apporter un complément d'enseignement, un soutien pédagogique, en particulier pour les artiens (ceux qui étudiaient dans la faculté des arts).
À l'époque moderne, en France, les collèges étaient des établissements d'enseignement. On distinguait plusieurs catégories de collèges.
- Les collèges universitaires : il s'agit des héritiers des collèges des universités médiévales.
- Les collèges non universitaires : il s'agit d'établissement d'enseignement indépendants des universités, mais assurant une formation préparatoire, équivalent au secondaire actuel. Ils pouvaient être séculiers ou tenus par une congrégation dont le but est l'enseignement, comme les Jésuites, les Oratoriens ou les Doctrinaires[2].

À cette distinction se superposait une hiérarchie des capacités d'enseignement des collèges.
- Les collèges de plein exercice : assurent l'enseignement de la grammaire, de la rhétorique et de la philosophie.
- Les collèges d'humanité : assurent l'enseignement de la grammaire et de la rhétorique.
- Les collèges n'enseignant que la grammaire, catégorie à laquelle ressortent les régences latines, établissement où un seul régent (enseignant) apprend le latin à ses élèves[3].

## Par pays

### En Belgique
En Belgique, le collège est un établissement d'enseignement secondaire couvrant en principe six années à partir de 11 ou 12 ans. Appartenant à l'enseignement catholique, il était autrefois réservé aux garçons tandis que les filles catholiques fréquentaient un institut. L'enseignement officiel laïc, quant à lui, disposait d'athénées pour les garçons et de lycées pour les filles. Tous ces établissements deviennent obligatoirement mixtes en 1981.
Le nom collège peut aussi désigner un établissement d'enseignement supérieur tel le Collège d'Europe, ou, comme dans le monde anglo-saxon, une résidence universitaire, tel le Collège américain de Louvain.

### En France

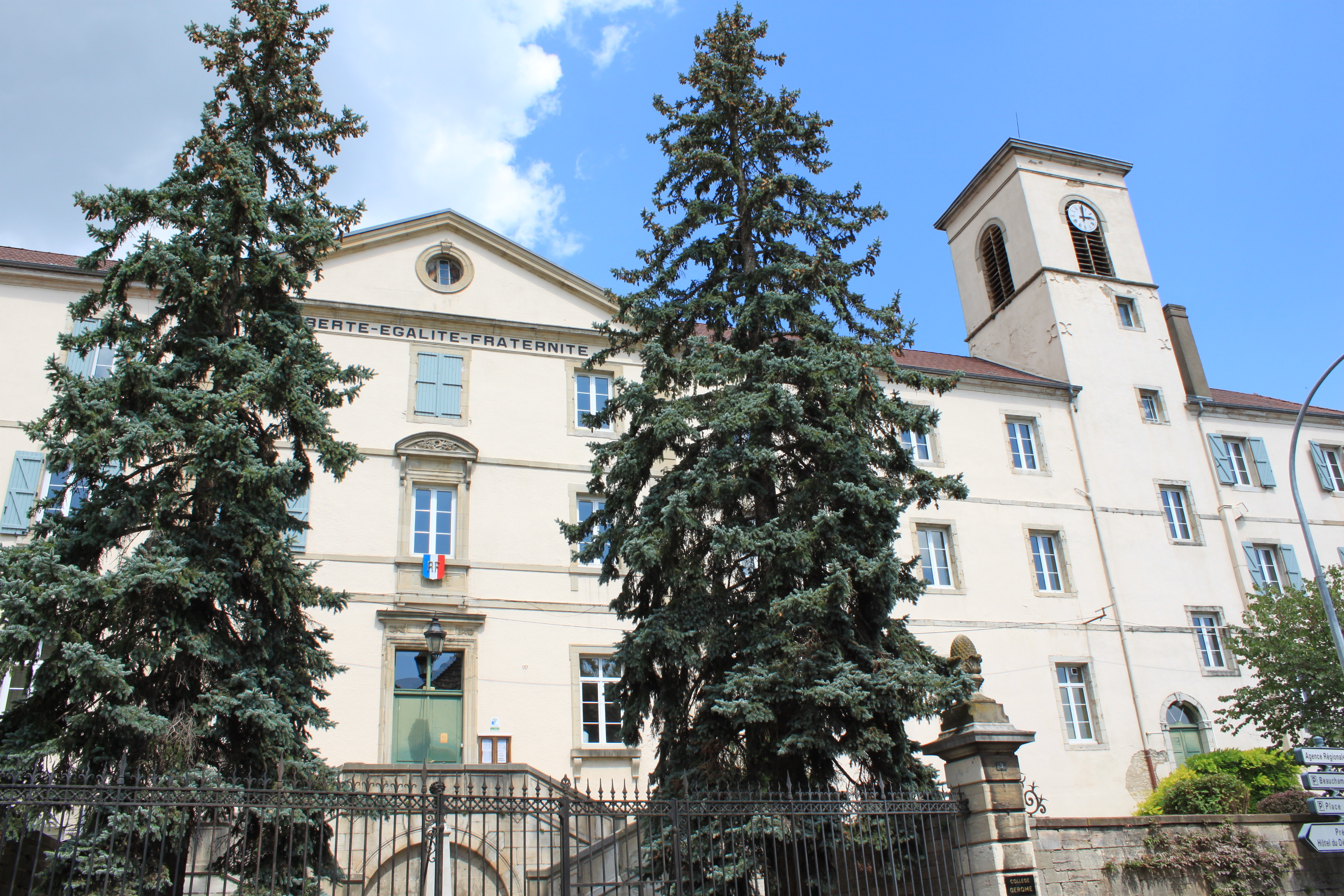
Le Collège Gérôme de Vesoul, dans la vieille ville.

- collège, premier cycle des études du second degré.
- collège d'enseignement général, filière d'enseignement scolaire ayant existé de 1959 à 1975.
- collège d'enseignement secondaire, filière d'enseignement scolaire ayant existé de 1963 à 1975.

En France, le collège est un établissement d'enseignement — public ou privé — qui se situe entre l'école primaire et le lycée et assure le premier niveau de l'enseignement secondaire en principe de 11 à 15 ans environ (l'âge obligatoire minimum de sortie du système scolaire est de 16 ans en France). Les classes correspondantes se nomment sixième (6e), cinquième (5e), quatrième (4e) et troisième (3e), abordées dans cet ordre et durant donc 4 ans
Avant 1975, il existait des collèges d'enseignement général (issus des cours complémentaires) et des collèges d'enseignement secondaire (issus des premiers cycles des lycées) qui sont regroupés dans les nouveaux « collèges uniques »). Les collèges d'enseignement technique sont devenus les lycées d'enseignement professionnel, puis lycées professionnels.
Depuis 1975 avec la réforme Haby le collège est devenu unique, c'est-à-dire que l’entrée au collège après le primaire est accessible pour tous et il est le même pour tous. Tous les élèves doivent acquérir les connaissances de base du socle commun. Ce collège doit ainsi instruire tous les enfants d'une classe d'âge donnée. Dans l'esprit du législateur, il a ainsi vocation à compenser les inégalités en donnant les mêmes chances de réussite à tous les citoyens.
Le terme est parfois utilisé dans une acception plus large couvrant tout l'enseignement scolaire, notamment pour des établissements privés : collège Sainte-Croix p. ex.
- pour les enfants, il s'agit d'un établissement scolaire au sens pris dans le système éducatif français ;
- pour les électeurs, un collège a souvent le sens de Collège électoral[4] ;
- la défense dispose aussi d'un collège interarmées de défense (CID), créé officiellement le 22 décembre 1993 par le décret 92-1345, qui remplace les écoles supérieures de guerre de chacune des armées, l’école supérieure de la gendarmerie nationale (ESGN), l’école supérieure de guerre interarmées (ESGI) et au cours supérieur interarmées (CSI)[5]. Ce collège a par la suite été renommé École de guerre
- dans l'expression collège de la Haute Autorité pour la diffusion des œuvres et la protection des droits sur Internet, définie par le Décret no 2009-1773 du 29 décembre 2009[6] et installé le vendredi 8 janvier 2010 par Frédéric Mitterrand où le mot collège est utilisé dans son sens classique.

### Au Canada
- collège d'enseignement général et professionnel, établissement d'enseignement collégial public où sont offertes des formations techniques et préuniversitaires.

Le terme collège ((en) college) est utilisé de façon générale dans le Canada anglophone pour désigner toutes les écoles d'éducation post-secondaire. Il est très souvent dit par un étudiant qui finit l'école secondaire (en) « I'm going to college » (je m'en vais au collège). Le terme collège par contre a plusieurs utilisations dans le Canada hors Québec et peut désigner :
- un collège communautaire (community college), ou bien un collège d'arts appliqués et de technologie, qui ont des programmes qui donnent un diplôme après deux ou trois ans, ou un certificat après un an ou moins ;
- une école post-secondaire de quatre ans qui dispense aux étudiants un diplôme de baccalauréat (licence en France); certains dispensent aussi un diplôme de maîtrise ;
- une des écoles qui font partie d'une université, comme le collège Innis qui fait partie de l'Université de Toronto ;
- un département d'une université, comme un collège des arts et sciences ou le collège de médecine d'une université ;
- un groupe de professionnels dans la même discipline, tel le collège d'infirmières de l'Ontario.

#### Au Québec
Au Québec, le collège peut être un établissement d'enseignement privé au secondaire. Toutefois, il est plus commun d'utiliser le terme « collège » afin de qualifier les institutions post-secondaires. Les collèges publics sont officiellement nommés « collèges d'enseignement général et professionnel », dont l'acronyme cégep est devenu un mot commun, utilisé pour désigner tous les établissements qui offrent des programmes de formation immédiatement après les études secondaires.
Historiquement, les collèges classiques au Québec étaient, avant la création du système collégial actuel et les cégeps par la Commission Parent, des établissements privés d'enseignement secondaire et post-secondaire liés à l'église catholique. Plusieurs sont devenus des cégeps ou des écoles secondaires.
Le collège communautaire (Community College en anglais), dans plusieurs provinces canadiennes, est souvent comparé au collège de niveau post-secondaire du Québec. C'est un établissement d'enseignement qui offre des cours post-secondaires pour des périodes de deux ou trois ans. Certains des cours offerts peuvent être reconnus par des universités. L'enseignement post-secondaire technique relève aussi des collèges communautaires. Les jeunes y acquièrent une formation pour entrer dans le marché du travail.

### En Suisse
En Suisse, le mot collège peut prendre différentes significations.

#### Actuellement
En Suisse, « collège » est un synonyme de « lycée » dans certains cantons romands (ainsi les termes « collège », « lycée » et « gymnase » sont synonymes en Suisse).
Dans les cantons du Valais, de Genève et de Fribourg, c'est l'école de maturité qui prépare à la maturité gymnasiale. Dans les autres cantons francophones, son équivalent est le gymnase ou le lycée.
Un collège est également, dans certains cantons, le bâtiment dans lequel se tiennent les classes de l'école primaire et/ou secondaire inférieure. Par exemple :
- le Collège des Endroits (La Chaux-de-Fonds) est une école primaire ;
- le Collège des Coteaux (Neuchâtel) et le Collège de Gland (Vaud) sont des écoles secondaires ;
- le Collège du Léman (Versoix) est une école privée qui regroupe l'ensemble des degrés d'enseignement, de l'école enfantine à l'école secondaire.

#### Historiquement
Avant la loi scolaire du 12 juin 1984, dans le canton de Vaud, le collège était la voie supérieure de l'école obligatoire (degrés 5 à 9), qui permettait de poursuivre par le gymnase. L'entrée au collège était soumise à un examen en fin de 4e année d'école primaire. Le collège a ensuite pris le nom de voie secondaire de baccalauréat (VSB), une des trois filières de l'école secondaire vaudoise en vigueur jusqu'en 2016. De nos jours, dans le canton de Vaud, on nomme collège l'enseignement secondaire d'une manière générale.

### Au Royaume-Uni
Au Royaume-Uni, le terme college s'utilise pour de nombreux types d'établissement, allant des écoles secondaires aux universités.
- Sixth form colleges où les étudiants, de 16 à 18 ans, terminent leurs études secondaires ;
- certaines écoles privées (Public school ou Independent school en anglais) telles que le collège d'Eton ou le collège de Winchester sont des écoles mais utilisent le terme College dans leur nom[9] ;
- certaines associations professionnelles telles que le Royal College of Organists ou le Royal College of Surgeons et autres Royal Colleges (collèges royaux) ;
- des institutions indépendantes constituants de certaines universités (voir plus bas) ;
- les collèges universitaires, des établissements d'enseignement supérieurs qui délivrent leurs propres diplômes mais qui ne possèdent pas le statut d'université.

#### Université etcollege
Dans les universités d'Oxford et de Cambridge, les colleges sont des institutions indépendantes constituantes de l'université, qui se chargent de l'enseignement et de la préparation des étudiants, ainsi que de leur vie étudiante en général, l'université se chargeant de l'administration et de la notation des examens de fin d'année ainsi que des partiels. L'université de Durham s'enorgueillit également d'être la troisième université à disposer d'un système de collèges, mais ceux-ci tiennent uniquement le rôle de résidences universitaires ou de foyer étudiant, tout comme les collèges de l'université d'York.

### Aux États-Unis
Aux États-Unis, le mot college désigne une faculté au sein d’une université, mais, par extension, il est couramment utilisé pour désigner l’université elle-même ou la vie universitaire. C'est comparable à « la fac » ou « être en fac » en français.